# 일본 자원에너지청
자원에너지청(일본어: 資源エネルギー庁 시겐에네르기초[*], Agency for Natural Resources and Energy, 약칭: ANRE)은 일본의 행정기관이다.

## 설치 근거 및 소관 업무

### 설치 근거
- 경제산업성설치법 제16조

### 소관 업무
- 광물 자원 및 에너지의 안정적이고 효율적인 공급의 확보
- 자원의 적정한 이용의 추진

## 연혁
- 1973년(쇼와 48년) 7월 25일: 경제산업성 광산석탄국과 공익사업국을 자원에너지청으로 승격.

## 조직

### 간부
- 장관 1인
- 차장 1인

### 내부부국

#### 장관관방
- 종합정책과
- 국제과

#### 에너지보존·신에너지부
- 에너지보존대책과
- 신에너지대책과

#### 자원·연료부
- 정책과
- 석유·천연가스과
- 석유정제비축과
- 석유유통과
- 석탄과
- 광물자원과

##### 전력·가스사업부
- 정책과
- 가스시장정비과
- 전력기반정비과
- 원자력정책과
- 원자력입지·핵연료사이클산업과
- 방사성폐기물대책과

## 같이 보기
- 자원에너지청 장관
- 자원에너지청 차장